# Roskosz
Roskosz es un pueblo ubicado en la gmina Biała Podlaska, distrito de Biała Podlaska, voivodato de Lublin, Polonia.

## Superficie
Cuenta con una superficie de 14,90 kilómetros cuadrados.

## Demografía
Hasta 2011 la población era de 344 habitantes, con una densidad de población de 23,09 habitantes por kilómetro cuadrado. Estaba conformada por 188 hombres (54,7%) y 156 mujeres (45,3%), según el censo de la Oficina Central de Estadística.